# Almudena Ariza Núñez
Almudena Ariza Núñez (Madrid, 1 de setembre de 1963) és una periodista espanyola.

## Biografia
Llicenciada en periodisme per la Universitat Complutense de Madrid, es va iniciar professionalment en la ràdio quan va entrar a la Cadena SER amb disset anys. En aquesta emissora s'integra en els serveis informatius, i roman diversos anys.
El 1989 ingressa a Televisió Espanyola i un any després s'encarrega de relatar la «crònica del dia» a Diario Noche, presentat per Jesús Hermida. El 1994 presenta el concurs ¿Cómo lo hacen?, amb Jordi Hurtado, que va ser la seva única incursió en aquest gènere. Dos anys després, va compartir plató amb Matías Prats en la presentació de la primera edició del Telediario. El 1998 va passar al Telediario del cap de setmana, amb Pedro Sánchez Quintana i Sergio Sauca i un any després es va traslladar a Nova York per completar la seva formació periodística.
Al seu retorn, el 2000, va presentar l'espai Informe semanal i es va especialitzar en reporterisme. Va cobrir l'atemptat a les Torres Bessones de Nova York, els conflictes bèl·lics a l'Afganistan i l'Iraq, el terratrèmol de Bam a l'Iran o la catàstrofe del buc Prestige. També va destacar per la cobertura del tsunami, des de Tailàndia i Aceh (Indonèsia). Va viatjar a Àsia i Àfrica i va realitzar desenes de reportatges sobre els efectes de la sida, guerres i fams. Va continuar diversos anys en l'equip de reporters de TVE especialitzat en reportatges d'investigació dels telenotícies de Televisió Espanyola i va presentar el docudrama Hay que vivir de La 1 el 2007.
Algunes de les seves últimes cobertures van ser la del terratrèmol a Haití el 2009 i la del terratrèmol i posterior tsunami al Japó el 2011. Entre l'1 d'agost de 2010 i l'1 de gener de 2013 va ser corresponsal de TVE per a Àsia Pacífic, amb seu a Pequín i ho és a Nova York.
Imparteix classes d'empresa audiovisual a la Universitat Francisco de Vitoria de Madrid. És professora en l'Institut Oficial de Ràdio i Televisió i en els màsters de ràdio i televisió de la Universitat Rey Juan Carlos. També col·labora en publicacions nacionals i internacionals.
Ha rebut diversos premis i guardons, entre ells l'Antena de Oro (2010) i el premi a la millor corresponsal espanyola a l'estranger, que atorga el Club Internacional de Premsa. A més, ha estat nominada en tres ocasions (2010, 2011 i 2012) als premis Iris com a millor reportera, un premi que va guanyar el 2010. L'any 2022 va obtenir el Premi Margarita Rivière al rigor periodístic amb visió de gènere que atorga l'Associació de Dones Periodistes de Catalunya.